# Monticello (hrabstwo Lafayette)
Monticello – miasto w Stanach Zjednoczonych, w stanie Wisconsin, w hrabstwie Lafayette.